# Louis Isoré
Pour les articles homonymes, voir Isoré.
Louis Isoré, né le 7 avril 1842 à Mouy et mort le 5 novembre 1895 à Paris, est un passementier puis caricaturiste, dessinateur humoristique et artiste peintre français.

## Biographie

### Passementier
Fils de Marie-Louise Bachevillier (1822-1871) et de Jean-Pierre-Louis Isoré (vers 1819-18..), marchand épicier et quincaillier, Louis-Ange-Marie Isoré voit le jour le 7 avril 1842 au domicile de ses parents, rue de Clermont, à Mouy, dans l'Oise.
Avant 1857, les Isoré quittent Mouy pour Paris, et s'établissent au no 129 (puis 78) de la rue du Faubourg-Saint-Martin puis au no 139 de la rue d'Aboukir (précédemment 59 de la rue de Bourbon-Villeneuve). Ils y travaillent comme passementiers et se spécialisent dans les cordons de montre, articles qu'ils font fabriquer dans l'Oise, à Blincourt.
En 1869, Louis Isoré fils épouse une jeune fabricante de jarretières, Anne-Olympe Berthier (1852-1872), mais celle-ci meurt en couches le 30 avril 1872. Il se remarie l'année suivante avec Marie-Eugénie Michelot, passementière (1852-1914).
D'abord associé à son père, Louis Isoré fils devient le chef de l'entreprise familiale entre 1873 et 1874.

### Artiste
En 1880, Louis Isoré cède son entreprise à Léandre Riquier. Désormais établi au no 58 du boulevard de Strasbourg, il embrasse une carrière artistique après avoir pris des cours auprès de Justin Lequien à l'École municipale de dessin du 10e arrondissement.
Il dessine notamment le portrait du sculpteur Mathurin Moreau et celui de Mlle Davray, artiste dramatique, qu'il expose au Salon de 1880.
Isoré est avant tout connu pour les dessins humoristiques et les caricatures qu'il a réalisé pour des journaux satiriques tels que La Nouvelle Lune (1881) et, surtout, La Halle aux charges, qu'il a fondé en 1882 et dont il est le directeur-gérant jusqu'à la disparition de cet hebdomadaire, en juillet 1885. En novembre 1884, il a également créé La Lanterne des blagueurs, qu'il signait du pseudonyme « Luis Isor », mais cette revue a cessé sa publication au bout de quelques mois.
La qualité des charges d'Isoré, incontestablement inférieure à celle de ses contemporains plus célèbres (André Gill, Alfred Le Petit, Pépin...), a quelquefois fait l'objet de commentaires railleurs. Par exemple, dans la revue Lutèce, Léo Trézenik et Georges Rall félicitaient Émile Cohl de s'adonner à la photographie plutôt qu'à la caricature « isoréique », « adjectif inconsidérément fabriqué avec un nom propre, le nom de M. Isoré, dessinateur français - qui n'a jamais su ce que c'était que dessiner ».
Entre 1891 et 1895, Isoré travaille toujours comme artiste peintre au no 58 (puis 62) du boulevard de Strasbourg.
Louis Isoré meurt à son domicile du no 7 du passage du Montenegro, le 5 novembre 1895. Il a probablement été enterré au cimetière des Lilas, où sa veuve sera inhumée en 1914.

## Galerie

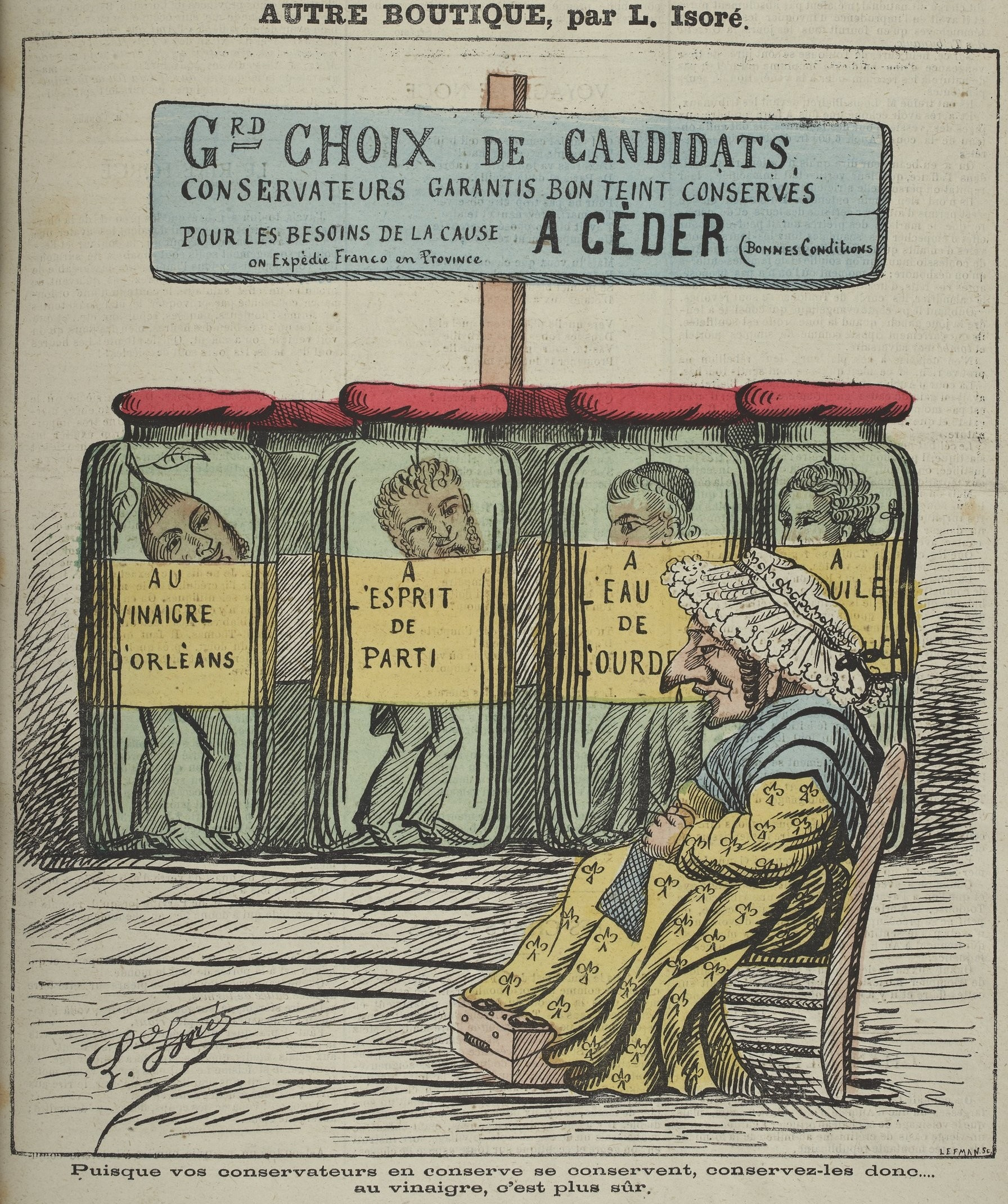
Dessin à propos des candidats conservateurs aux élections de 1881 (La Nouvelle Lune, 14 août 1881).
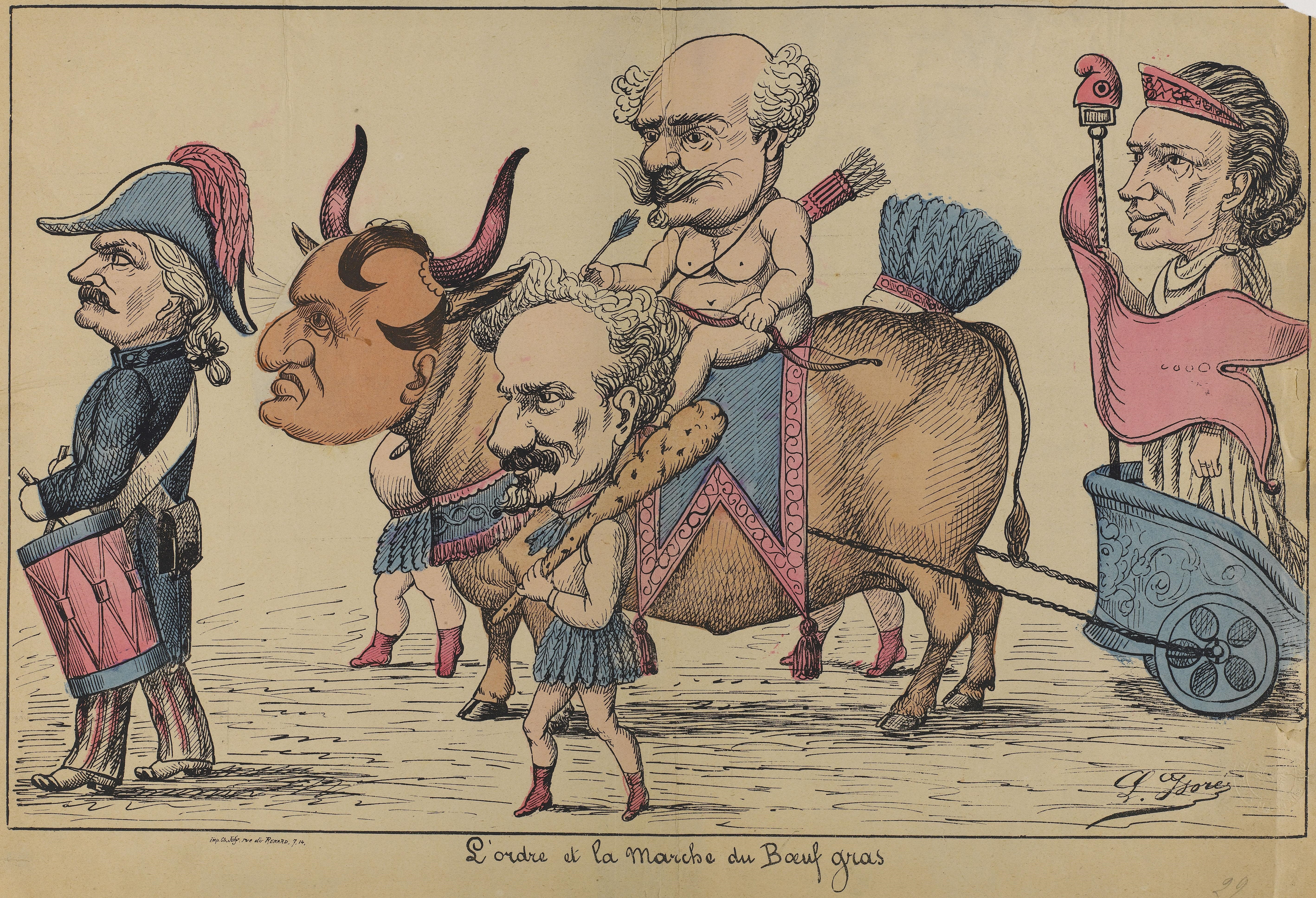
L'ordre et la marche du Bœuf Gras (vers 1880)
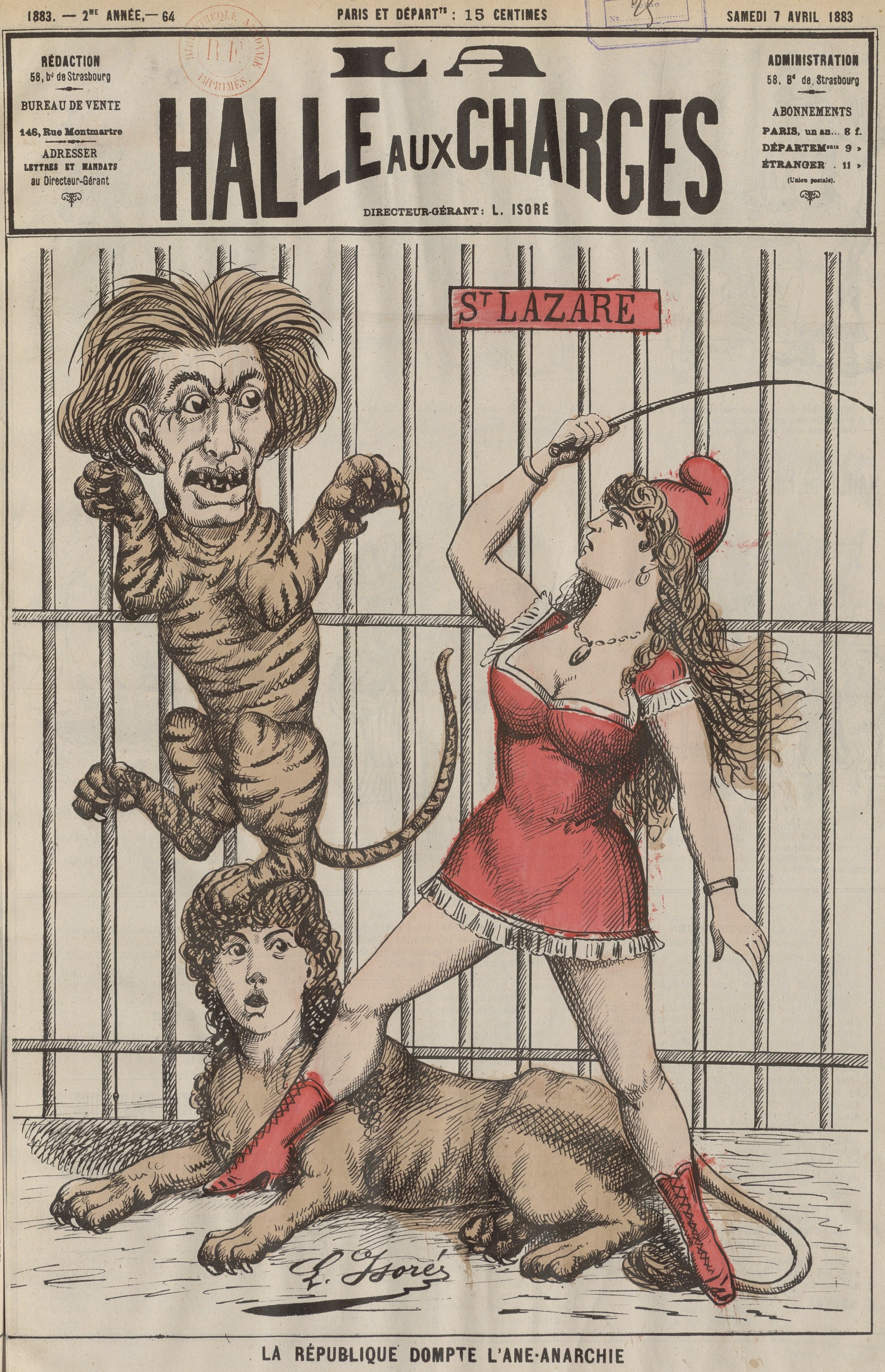
Marianne domptant Louise Michel et Fernande d'Erlincourt (La Halle aux charges, 7 avril 1883)